# Нипмуки

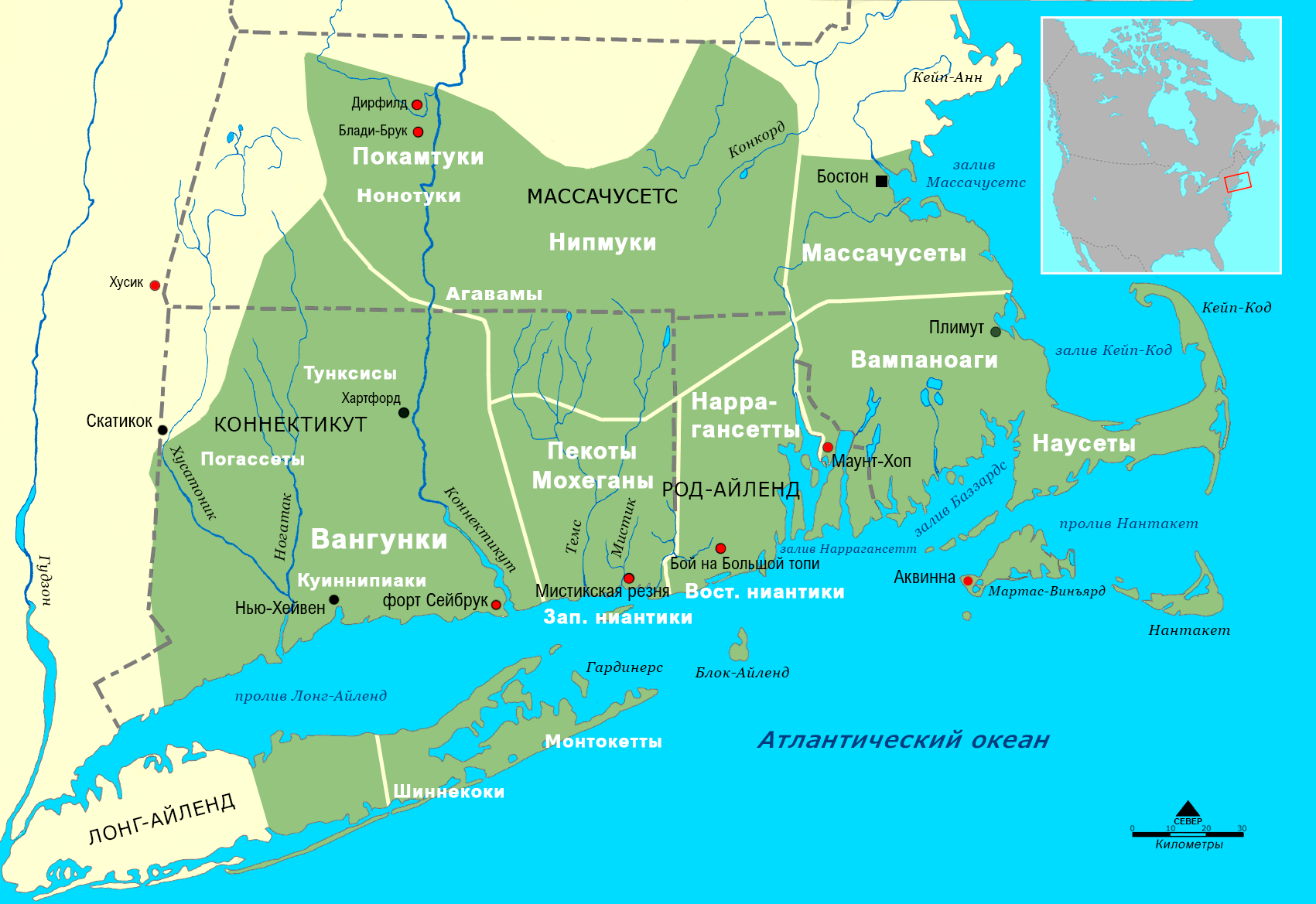
Традиционная территория нипмуков и соседних племён

Нипмуки (англ. Nipmuc) — алгонкиноязычное индейское племя, которое на ранней стадии европейской колонизации Северной Америки населяло части современных американских штатов — центр Массачусетса, северо-восток Коннектикута и северо-запад Род-Айленда. Ныне штат Массачусетс признаёт нацию нипмуков, но федеральное правительство отказало племени в признании.

## Культура и образ жизни
Нипмуки проживали вдоль рек или на берегах небольших озёр. Как и другие алгонкины Новой Англии, они занимались сельским хозяйством. Члены племени совместно использовали ресурсы, включая землю, в то время как соседним племенам требовалось разрешение для получения доступа к ним. Нипмуки, в отличие от мохеган и наррагансеттов, не имели верховного сахема или какого бы то ни было централизованного руководства. Племя состояло из широко разбросанных поселений, объединяемых родством и общей культурой. Те, кто был недоволен своими вождями, могли свободно присоединяться к другим группам.
Нипмуки меняли местоположение в зависимости от времени года, но всегда оставались в пределах своей племенной территории. Женщины выращивали кукурузу, фасоль и тыкву, а также собирали моллюсков и растения. Мужчины рыбачили на реках и охотились на оленей и других крупных млекопитающих.

## История

### Ранняя история
Нипмуки имели единичные контакты с торговцами и рыбаками из Европы до колонизации Северной Америки. Первый зарегистрированный контакт с белыми людьми произошёл в 1630 году, когда Джон Аквиттамауг принёс кукурузу голодающим колонистам Бостона. Первые европейские мореплаватели и поселенцы принесли с собой несколько инфекционных заболеваний, с которыми индейцы ранее не сталкивались, что привело к многочисленным эпидемиям со смертностью, достигающей 90 %. Оспа унесла жизни многих индейцев Новой Англии в 1617—1619, 1633, 1648—1649 и 1666 годах. Грипп, корь и тиф также поражали коренных американцев на протяжении всего периода.
В первые годы англичане были осторожны в приобретении местных земель путём официальных покупок. Покупка Ланкастера в 1643 году, сделка Тантиуске в 1644 и покупки Элиота и Брукфилда в 1655 году неуклонно подрывали земельную базу нипмуков, при этом скваттеры также заселяли территорию племени не платя за землю. Становившиеся всё более многочисленными англичане рассеивались, занимая всё большую и большую территорию. В результате этих действий белые захватили лучшие сельскохозяйственные угодья в долинах рек, и у нипмуков, которые сильно зависели от сельского хозяйства, возникли серьёзные проблемы с самообеспечением. 

### Война Короля Филипа
Экономические и культурные конфликты между индейцами и колонистами постепенно усиливались. Колония Массачусетского залива приняла многочисленные законы, направленные против индейской культуры и религии. Когда началась Война Короля Филипа, губернатор колонии Джон Леверетт попросил земельного спекулянта и торговца Эфраима Кёртиса, имевшего дела с нипмуками, добиться от племени лояльности. Кёртис посетил восемь деревень и встретился с сахемами племени. Лидеры нипмуков заверили Кёртиса, что никто из их людей не присоединится к Метакому, однако вскоре часть воинов племени присоединилась к вампаноагам.
Индейцы, которые уже заселили молящиеся города, были интернированы на Дир-Айленд в Бостонской гавани на зиму, где многие погибли от голода и воздействия стихии. Молящиеся индейцы подвергались особому риску, поскольку война вызвала подозрения у всех коренных американцев, но молящиеся города также подверглись нападению со стороны восставших, которые присоединились к борьбе Метакома. Нипмуки были главными участниками осады Ланкастера, Брукфилда, Садбери и Блади-Брукс, все в колонии Массачусетского залива. Племя тщательно подготовилось к конфликту, заключив союзы с соседями, но при этом оставалось расколотым политическим образованием и интересы его лидеров разнились — некоторые поддержали вампаноагов, другие старались сохранить нейтралитет, а третьи пытались помочь своим союзникам-христианам. Коренные американцы проиграли войну и после её завершения выживших индейцев преследовали, убивали, продавали в рабство в Вест-Индию или вынуждали покинуть свою родину.

### XVIII—XIX века
Нипмуки перегруппировались вокруг своих бывших молящихся городов и смогли сохранить определенную степень автономии, используя оставшиеся земли для выращивания сельскохозяйственных культур и продажи древесины. Численность племени сократилась, так как эпидемия оспы вернулась в 1702, 1721, 1730, 1752, 1764, 1776, и 1792 годах. Несмотря на определённую поддержку со стороны провинциальных законов, нипмуки продолжали терпеть ущемления в виде предвзятости и маргинального социального статуса.
Продажа земли не ослабевала, большая её часть использовалась для оплаты судебных издержек, личных расходов и улучшения земель резерваций. К 1727 году площадь Хассанамиссита была уменьшена до 500 акров с первоначальных 7500 акров, и эта земля была включена в состав города Графтон, а в 1797 году резервация Чаубунагунгамауг сократилась до 26 из 200 акров. Переход к скотоводству также подорвал местную экономику, поскольку скот англичан наносил вред неогороженным землям племени, а суды редко были на стороне индейцев. Постепенно нипмуки освоили разведение свиней и продолжали ловить рыбу. Поскольку у коренных американцев было мало активов, кроме земли, большая часть резерваций была продана для оплаты медицинских, юридических и личных расходов, что увеличило число безземельных индейцев. Индейская автономия практически была уничтожена ко времени Войны за независимость, а оставшиеся земли резерваций контролировались колониями, а затем назначенными государством опекунами, которые должны были действовать от имени коренных американцев. Опекун резервации Хассанамиссит Стивен Мейнард, назначенный в 1776 году, присвоил средства и никогда не подвергался судебному преследованию.
Нипмуки продолжали существовать, но всё меньше и меньше людей могли жить на истощающихся и сокращающихся землях резерваций, и большинство было вынуждено уехать в поисках работы в растущие города Новой Англии в качестве домашней прислуги, китобоев или моряков. Штат Массачусетс, после расследования положения коренных американцев, решил предоставить гражданство индейцам с принятием Закона о предоставлении избирательных прав штата Массачусетс 1869 года, что в конечном итоге привело к продаже любой из оставшихся земель. Резервация Хассанамиссит была разделена между несколькими семьями. В 1897 году последние земли резервации Чаубунагунгамауг были проданы, а оставшиеся коренные американцы были размещены в доме на Лейк-стрит в городе Уэбстере.

### Современное положение
Ныне сохранились четыре группы, связанные с племенем.
- Чаубунагунгамауг-нипмуки или индейцы Дадли. Являются потомками молящегося города Чаубунагунгамауг, часть современного города Уэбстер. Площадь резервации составляет 0,01012 км² (2,5 акра). Племя и его резервация признаны в Массачусетсе, но не признаны в Коннектикуте и на федеральном уровне.
- Хассанамиско-нипмуки или индейцы Графтона. Потомки молящегося города Хассанамиссит, ныне часть города Графтон. Площадь резервации составляет 0,021 км². Признаны штатом Массачусетс.
- Натик-нипмуки, являются потомками молящегося города Натик. Состоят как из нипмуков, так и из массачусетов. Резервации не имеют, но имеют право на получение  государственных услуг как нипмуки в штате Массачусетс.
- Коннектикутские нипмуки — это потомки различных групп нипмуков, которые сохранились в штате Коннектикут. Не признаются штатом и не имеют резервации.

## Население
Численность населения нипмуков до контакта с европейцами колеблется от 3000 до 10000 человек, так как нет согласия историков и этнологов относительно того, какие туземные группы Новой Англии принадлежали к племени. Некоторые группы нипмуков подчинялись пекотам и иногда включались в состав пекотской конфедерации. После окончания Пекотской войны, они были классифицированы в последующие годы как нипмуки. Аналогичные проблемы существуют с членами других племён Новой Англии.
Первый действительно точный подсчет нипмуков произошёл в 1680 году после Войны Короля Филиппа — выжили менее 1000 
человек. Сколько нипмуков ушло на север к абенакам и на запад к махиканам, и сколько было убито во время войны, можно только догадываться. В течение нескольких лет стало невозможно определить принадлежность к племени среди смешанного населения в молящихся городах (англ. Praying town). До наших дней сохранились только две идентифицируемые группы нипмуков. Обе признаны Массачусетсом и насчитывают около 1400 членов, 250 из которых проживают в Коннектикуте (штат не признаёт племя). Ни одна из групп нипмуков не признана на федеральном уровне.